# Peter Gorski
Peter Gorski, luego Peter Gründgens-Gorski, (7 de noviembre de 1921, Berlín - 3 de marzo de 2007, Manacor, Mallorca) fue un director de teatro y cine alemán. En los años 1965-1971 Gorski como hijo adoptivo y heredero universal del célebre actor alemán Gustaf Gründgens en varios juicios contra el Nymphenburg Verlagsbuchhandlung impidió la publicación de la novela Mephisto de Klaus Mann.

## Biografía
Gorski nació en Berlín, fue soldado en la Segunda Guerra Mundial y conoció a Gründgens en 1942 quien lo adoptó en 1949 con el argumento de que este le había salvado la vida.
En la década de 1950, comenzó su carrera como director. Dirigió el Deutsches Schauspielhaus de Hamburgo y en el Festival de Salzburgo la ópera Don Carlo. 
En la adaptación cinematográfica de la aclamada puesta en escena de Gründgens de Fausto recibió la candidatura de la Academia en 1961. 
A la muerte de Gustaf como parte de una edición completa de las obras de Klaus Mann que estaba por editarse, demandó al Tribunal de Hamburgo sobre la base de que apoyado en la historia de la vida de su padre adoptivo, "se daba una falsa imagen de Gründgens". Con la apelación, logró que se prohibiera la distribución de la novela. Cuando finalmente la novela se publicó en 1981, Gorski ya no se quejó.
Viviendo en Mallorca desde los años 1990, como único heredero de Gründgens, reclamó la finca Zeesenboot en Königs Wusterhausen propiedad de la familia de los banqueros judíos Goldschmidt que en 1935 por iniciativa de Hermann Goering había sido dada al actor. Después del final de la Segunda Guerra Mundial, la villa fue, entre otras cosas, Ministerio de Relaciones Exteriores de la República Democrática Alemana.